# Nieuwe Vecht (Utrechtse watergang)
De Nieuwe Vecht is de naam voor een gekanaliseerd gedeelte in de rivier de Vecht ter hoogte van de Nederlandse plaats Utrecht.
Het kanaal is tussen 1338 en 1339 aangelegd in een periode dat de stad Utrecht bezig was haar bereikbaarheid en concurrentiepositie te vergroten. De Nieuwe Vecht, of ook wel Nye Vecht, is in die ontwikkeling gegraven waarbij een meander in de rivier werd afgesneden. De watergang is aangelegd tussen de Rode brug en de sluis van Oostveen over een afstand van ruim 1100 meter. Erlangs is tevens een weg aangelegd waarbij de watergang met weg totaal ruim 22 meter in breedte werden. De oude doorgestoken meander is verzand geraakt en uiteindelijk als land in gebruik genomen. Onder meer de Utrechtse buurt Ondiep heeft haar naam eraan te danken. De naam Nieuwe Vecht voor het gekanaliseerde deel wordt vandaag de dag niet of nauwelijks meer gebruikt; ze wordt daarin kortweg Vecht genoemd.